# HD 91311
HD 91311，又名BD+54 1381，SAO 27682、HR 4131，是一颗恒星，视星等为6.45，位于銀經157.3，銀緯53.44，其B1900.0坐标为赤經10h 27m 27.4s，赤緯+54° 53.44′ 47″。